# Masaru Arai
Pour les articles homonymes, voir Arai (homonymie).
Masaru Arai (新井優, Arai Masaru) est un astronome amateur japonais né en 1952. D'après le Centre des planètes mineures. il a codécouvert quarante-cinq astéroïdes avec Hiroshi Mori entre 1988 et 1991. Il a également découvert la comète C/1991 A2 (Arai).
L'astéroïde (21082) Araimasaru a été nommé en son honneur.

## Découvertes
| Tous avec Hiroshi Mori |                  |
| (3823) Yorii           | 10 mars 1988     |
| (3996) Fugaku          | 5 décembre 1988  |
| (4262) DeVorkin        | 5 février 1989   |
| (4291) Kodaihasu       | 2 novembre 1989  |
| (4495) Dassanowsky     | 6 novembre 1988  |
| (4901) Ó Briain        | 3 novembre 1988  |
| (5732) 1988 WC         | 29 novembre 1988 |
| (5746) 1991 CK         | 5 février 1991   |
| (5913) 1990 BU         | 21 janvier 1990  |
| (6299) Reizoutoyoko    | 5 décembre 1988  |
| (6325) 1991 EA1        | 14 mars 1991     |
| (6380) Gardel          | 10 février 1988  |
| (6638) 1989 CA         | 2 février 1989   |
| (6703) 1988 CH         | 10 février 1988  |
| (6704) 1988 CJ         | 10 février 1988  |
| (6709) Hiromiyuki      | 2 février 1989   |
| (6823) 1988 ED1        | 12 mars 1988     |
| (6900) 1988 XD1        | 2 décembre 1988  |
| (7409) 1990 BS         | 21 janvier 1990  |
| (7417) 1990 YE         | 19 décembre 1990 |
| (7522) 1991 AJ         | 9 janvier 1991   |
| (7570) 1989 CP         | 5 février 1989   |
| (7576) 1990 BN         | 21 janvier 1990  |
| (7643) 1988 VQ1        | 6 novembre 1988  |
| (8484) 1988 VM2        | 10 novembre 1988 |
| (8506) 1991 CN         | 5 février 1991   |
| (9952) 1991 AK         | 9 janvier 1991   |
| (10776) Musashitomiyo  | 12 février 1991  |
| (11038) 1989 EE1       | 8 mars 1989      |
| (11515) Oshijyo        | 12 février 1991  |
| (12255) 1988 XR1       | 7 décembre 1988  |
| (13017) Owakenoomi     | 18 mars 1988     |
| (15737) 1991 CL        | 5 février 1991   |
| (16431) 1988 VH1       | 6 novembre 1988  |
| (16432) 1988 VL2       | 10 novembre 1988 |
| (16526) 1991 DC        | 17 février 1991  |
| (19979) 1989 VJ        | 2 novembre 1989  |
| (20001) Marinakoren    | 5 février 1991   |
| (21017) 1988 VP        | 3 novembre 1988  |
| (23479) 1991 CG        | 5 février 1991   |
| (39537) 1990 VV2       | 12 novembre 1990 |
| (43773) 1989 AJ        | 4 janvier 1989   |
| (48436) 1989 VK        | 2 novembre 1989  |
| (52269) 1988 CU        | 13 février 1988  |
| (65677) 1989 EB1       | 1er mars 1989    |